# Jannis Spengler
Jannis Spengler (* 1972 in Athen) ist ein griechisch-deutscher Schauspieler.

## Leben
Jannis Spengler studierte Schauspiel an der Bayerischen Theaterakademie in München.
Am Anfang seiner Karriere als Schauspieler standen Theaterengagements. Von 1998 bis 2000 war Spengler Ensemblemitglied am Residenztheater München. Spengler spielte in diesen Jahren unter anderem die Rolle des Mike Connor in dem Theaterstück Komiker von Trevor Griffiths, den Platte in Die Dreigroschenoper von Bertolt Brecht und Kurt Weill, den Buenco in Clavigo von Johann Wolfgang Goethe und den Budenbesitzer in Hinkemann von Ernst Toller.
Seit 2000 arbeitet Spengler als freier Schauspieler, hatte jedoch auch Gastengagements, unter anderem 2001 am Stadttheater Ingolstadt, wo er den Lelio in Liebe macht erfinderisch von Carlo Goldoni spielte. 
Ab Anfang 2000 begann dann auch seine Karriere im deutschen Fernsehen. Spengler übernahm hierbei mehrere durchgehende Serienrollen, wiederkehrende Episodenrollen und auch Gastrollen. So spielte er von 2002 bis 2005 in einer festen Serienrolle den Kriminalkommissar Erasmus Wacker in der SAT1-Krimiserie Mit Herz und Handschellen. 
Bekanntheit erlangte Spengler vor allem in der Rolle des Roland Barthl, des Wirts des Bistros Times Square in der ZDF-Fernsehserie Die Rosenheim-Cops, wo er an der Seite von Joseph Hannesschläger und Tom Mikulla spielte.
Spengler wirkte auch bei einigen Kurzfilmen und in einigen Kinoproduktionen mit, zuletzt 2007 in Das zweite Leben.  
Neben seiner Arbeit als Schauspieler arbeitet Spengler auch als Schauspiellehrer. Er ist Dozent an der Akademie Kolimpari Kreta. Außerdem ist er als Lehrer für Körpertraining tätig und gibt Workshops. Im Rahmen des Vereins Nibelungenhorde e.V. arbeitet er mit Jugendlichen, die im Rahmen der Nibelungenfestspiele in Worms zu ihrem ersten künstlerischen Einsatz kommen.

## Filmografie (Auswahl)
- 2002: Dealerz!
- 2002: Der Bulle von Tölz: Mörder unter sich
- 2002–2005: Mit Herz und Handschellen
- 2004: SOKO 5113
- 2004: Der Ferienarzt...auf Korfu
- 2005–2006: Die Rosenheim-Cops
- 2006: Medicopter 117 – Jedes Leben zählt
- 2007: Rosamunde Pilcher: Wo die Liebe begann
- 2014: Um Himmels Willen
- 2015: Sturm der Liebe
- 2015: Abschussfahrt